# 힐러리 톰슨
힐러리 톰슨(Hilary Thompson, 1949년 3월 2일 ~ )은 미국의 텔레비전 배우, 영화배우, 배우이다.

## 영화
- 나이트호크 (1981년)
- 킬러의 기쁨 (1978년)
- 분노의 악령 (1978년)
- 명탐정 바나비 존즈 (1973년)
- 갈등 (1970년)
- 이프 이츠 튜즈데이 (1969년)
- 유럽에서 생긴 일 (1968년)
- 내 사랑 지니 (1965년)
- 달려라 래시 (1954년)